# Північний котик морський
Півні́чний ко́тик морськи́й (Callorhinus ursinus) — вид тварин родини вухатих тюленів, єдиний представник роду північних морських котиків (Callorhinus). Поширений у північних районах Тихого океану.

## Опис
Статевий диморфізм значний, самці на 30–40 % довші й більше ніж в 4,5 раза важчі, ніж самиці. Самці можуть бути довжиною 2,1 м і вагою 270 кг. Самиці можуть бути до 1,5 м довжиною і вагою 50 кг. Новонароджені важать 5,4–6 кг і вони 60–65 см в довжину. Через 3–4 місяців щенята линяють до кольору дорослих самиць. Callorhinus ursinus стають статевозрілими в 3–5 років, після чого самиці зазвичай народжують одне дитинча в рік протягом більшої частини життя. Вагітність триває 51 тижнів. Тривалість життя становить 25 років. Середня глибина занурень становить 68 м, а середня тривалість становить 2,2 хвилини, максимальна зареєстрована глибина занурень: 207 м, а максимальна тривалість: 7,6 хвилини. Харчування залежить від місця і часу року й охоплює багато видів риби і кальмари. Хижаками цього виду є косатка, акула, сивуч.
Північний морський котик, має витончену статуру та дуже великі ласти, які не дають можливості сплутати їх з іншими видами. Самці можуть сягати дуже великих розмірів до — 2 метри в довжину і мати масу близько 350 кг, в той час як самиці разів у чотири менші. Але, не дивлячись на свої великі розміри, морські котики досить швидко плавають і можуть пірнати на глибину до 75 метрів.
Північних морських котиків можна зустріти біля Командорських островів та біля берегів Камчатки, оскільки вони проводять там більшу частину свого життя. Сезон спарювання відбувається там же і триває з весни до осені. Самці мають справжні гареми, оскільки на кожного з них припадає до півсотні самиць. Самиця народжує одне дитинча, котре в 40 разів менше від неї. Через півроку, ближче до листопаду, котики кочують на південь, але навесні вони знову повертаються до місць свого народження, долаючи відстані в десятки тисяч кілометрів — адже у них дуже розвинене відчуття домівки.
Оскільки вартість хутра північного морського котика дуже велика, з кожним роком кількість браконьєрів, які займаються полюванням на цих милих тварин зростає, а кількість цих тварин зменшується.